# Liste der Kulturgüter in Elsau
Die Liste der Kulturgüter in Elsau enthält alle Objekte in der Gemeinde Elsau im Kanton Zürich, die gemäss der Haager Konvention zum Schutz von Kulturgut bei bewaffneten Konflikten, dem Bundesgesetz vom 20. Juni 2014 über den Schutz der Kulturgüter bei bewaffneten Konflikten sowie der Verordnung vom 29. Oktober 2014 über den Schutz der Kulturgüter bei bewaffneten Konflikten unter Schutz stehen.
Objekte der Kategorie A sind im Gemeindegebiet nicht ausgewiesen, Objekte der Kategorie B sind vollständig in der Liste enthalten, Objekte der Kategorie C fehlen zurzeit (Stand: 1. Januar 2018). Unter übrige Baudenkmäler sind weitere geschützte Objekte zu finden, die im Verzeichnis der Objekte von überkommunaler Bedeutung der kantonalen Denkmalpflege zu finden und nicht bereits in der Liste der Kulturgüter enthalten sind.

## Kulturgüter
| Foto |                                                                                         | Objekt                                                                    | Kat. | Typ | Standort                            | Beschreibung |
| ---- | --------------------------------------------------------------------------------------- | ------------------------------------------------------------------------- | ---- | --- | ----------------------------------- | ------------ |
| ja   | Datei hochladen · Wikidata zu Räterschen, ehem. Baumwollspinnerei (19. Jh.) (Q29932578) | Räterschen, ehemalige Mühle und ehemalige Baumwollspinnerei KGS-Nr.: 7446 | B    | G   | Pestalozzistrasse 1 702464 / 261643 |              |

## Übrige Baudenkmäler
| ID       | Foto |                 | Objekt                                                                                 | Kat.   | Typ | Standort                                           | Beschreibung |
| -------- | ---- | --------------- | -------------------------------------------------------------------------------------- | ------ | --- | -------------------------------------------------- | ------------ |
| 21900046 | ja   | Datei hochladen | Jugendheim Pestalozzihaus, Heimleiterhaus (ehemaliges Bauernhaus)                      | B reg. | G   | Räterschen, Alte St. Gallerstrasse 702851 / 261654 |              |
| 21900048 | ja   | Datei hochladen | Jugendheim Pestalozzihaus, Scheune mit Werkstatt                                       | B reg. | G   | Räterschen, Alte St. Gallerstrasse 702889 / 261671 |              |
| 21900047 | ja   | Datei hochladen | Jugendheim Pestalozzihaus, Wohnhaus mit Scheune                                        | B reg. | G   | Räterschen, Alte St. Gallerstrasse 702863 / 261687 |              |
| 21900070 | ja   | Datei hochladen | Kindergarten, ehemaliges Sekundarschulhaus                                             | B reg. | G   | Räterschen, Pestalozzistrasse 16 702602 / 261584   |              |
| 21900101 | ja   | Datei hochladen | Ehemalige Baumwollspinnerei Räterschen, Mühle/Spinnerei (heute Wohnhaus)               | B reg. | G   | Räterschen, Elsauerstrasse 39 702456 / 261751      |              |
| 21900102 | ja   | Datei hochladen | Ehemalige Baumwollspinnerei Räterschen, Mühle/Comptoir (heute Wohn- und Geschäftshaus) | B reg. | G   | Räterschen, Elsauerstrasse 37 702467 / 261784      |              |
| 21900103 | ja   | Datei hochladen | Ehemalige Baumwollspinnerei Räterschen, Zündholzfabrik (heute Werkstatt)               | B reg. | G   | Räterschen, bei Elsauerstrasse 39 702503 / 261761  |              |
| 21900104 | ja   | Datei hochladen | Ehemalige Baumwollspinnerei Räterschen, Lagergebäude                                   | B reg. | G   | Räterschen, bei Elsauerstrasse 39 702524 / 261774  |              |
| 21900336 | ja   | Datei hochladen | Ehemaliger Speicher                                                                    | B reg. | G   | Oberhofstrasse / Schnasbergstrasse 702857 / 262522 |              |
| 21900374 | ja   | Datei hochladen | Reformierte Kirche                                                                     | B reg. | G   | Kirchgasse 702744 / 262614                         |              |
| 21900375 | ja   | Datei hochladen | Reformiertes Pfarrhaus                                                                 | B reg. | G   | Wiesendangerstrasse 7 702771 / 262621              |              |
| 21900376 | ja   | Datei hochladen | Waschhaus und Holzschopf                                                               | B reg. | G   | Wiesendangerstrasse 7 bei 702784 / 262639          |              |

Legende: Im Wesentlichen siehe Legende der Liste der Kulturgüter von nationaler und regionaler Bedeutung, mit folgenden Ausnahmen:
- Anstelle der KGS-Nummer wird als Objekt-Identifikator (ID) die Inventarnummer im Verzeichnis der Objekte von überkommunaler Bedeutung des kantonalen Denkmalschutzamtes verwendet.
- Bei den Kategorien wird wie folgt unterschieden: B kant. = Objekt von kantonaler Bedeutung (Kanton Zürich); B reg. = Objekt von regionaler Bedeutung (Kanton Zürich).